# Charles Melvill Paris
Charles Melvill Paris, britanski general, * 1890, † 1942.